# جمهوری لوکا
جمهوری لوکا (به ایتالیایی: repubblica di Lucca) یک دولت تاریخی ایتالیایی است که از ۱۱۶۰ تا ۱۸۰۵ یعنی در حدود ۵۰۰ سال به صورت مرزی مستقل برقرار بود. در ۱۸۰۵ میلادی ناپلئون بناپارت لوکا را در شاهزاده‌نشین پیومبینو ادغام کرد و شاهزاده‌نشین لوکا و پیومبینو را پدیدآورد و حکومت آن را به خواهر محبوبش الیزا بناپارت باچیوکی سپرد.
جمهوری لوکا (به ایتالیایی: Repubblica di Lucca) یک ایالت قرون وسطایی و عصر جدید اولیه بود که مرکز آن شهر ایتالیایی لوکا در توسکانی امروزی بود که از  سال ۱۱۶۰ تا سال ۱۸۰۵ میلادی ادامه داشت.
قلمرو جمهوری فراتر از شهر لوکا گسترش یافته بود و به حومه اطراف در بخش شمال غربی منطقه توسکانی امروزی تا مرزهای امیلیا-رومانیا و لیگوریا میرسید.این جمهوری تا سال ۱۷۹۹ مستقل باقی ماند. پس از آن نیز این ایالت به حیات خود ادامه داد ، اما عملاً به فرانسه تحت سلطه ناپلئون وابسته بود و در سال ۱۸۰۵ ، به‌طور رسمی با  ادغام و تبدیل شدن به پادشاهی لوکا و پیومبینو وجود خود را متوقف کرد.

## پس زمینه
درون امپراتوری ایتالیا ، شهر لوکا تا زمان مارگرو هیو محل سکونت مارگروهای توسکانی بود.در سال ۱۰۸۴ میلادی زمانی که امپراتور هاینریش چهارم (زاده ؛ ۱۱ نوامبر ۱۰۵۰ - مرگ ؛ ۷ اوت ۱۱۰۶) مابین مبارزات ایتالیایی خود بر سر مناقشه سرمایه گذاری با پاپ گریگوری هفتم بود ، خودمختاری خاصی به شهر لوکا بخشیده شد. امپراتورهای بعدی امتیازات بیشتری به این شعر اعطا کردند.
پیش از این سالها هیچ قلعه فئودالی در فاصله ۶ مایلی از دیوار شهر ساخته نشده بود.

## پیدایش جمهوری
پس از مرگ دوشس مارگروین ماتیلدا از توسکانی در ۲۴ ژوئیه سال ۱۱۱۵ میلادی ، شهر شروع به تشکیل یک کمون مستقل با مدیریت رسمی کرد که توسط مارگرو کنراد در سال ۱۱۲۰ و سپس توسط فریدریش یکم ، امپراتور مقدس روم در سال ۱۱۶۲میلادی به رسمیت شناخته شد.شهر حقوق فئودالی را از مارگرو ولف ششم در سال ۱۱۶۰ میلادی خریداری کرد و از این رو فقط تابع امپراتوران  امپراتوری مقدس روم شد و برای بیش از۵۰۰ سال ، لوکا به عنوان یک جمهوری مستقل باقی ماند.
در پایان قرن دوازدهم ،‌ لوکا و سایر شهرهای توسکانی اتحادی را برای مبارزه با اربابان فئودال همسایه ایجاد کردند و سرزمین‌های آنها را تحت سلطه خود درآوردند. این امر به‌طور خاص به لوکا و فلورانس اجازه داد تا مناطق وسیعی را کنترل کنند و برای برتری نظامی در منطقه رقابت کنند. قرن سیزدهم با دعواهای سیاسی در بسیاری از کمون ها از جمله لوکا مشخص شد. در نتیجه ، جمهوری شاهد ظهور جناح مردم و تغییر در ساختار حکومت و همچنین شرکت در یک سلسله جنگ طولانی بین گوئلف‌ها و گیبلین‌ها بود. در سال ۱۲۷۳ و دوباره در سال ۱۲۷۷ میلادی لوکا توسط یک گولف ملقب به کاپیتانو دل پوپولو (کاپیتان مردم) به نام لوچتو گاتیلوسیو اداره می شد.
لوکا در قرن چهاردهم به یکی از مهم ترین شهرهای ایتالیا در قرون وسطی تبدیل شد. بسیاری از خانواده های نجیب مانند نوکورینی‌ها که از سال ۱۳۰۰ تا سال ۱۳۷۱ میلادی بر در دادسرای عالی اربابان-کنسولان بر سر قدرت بودند.
دانته آلیگیری ارجاعات زیادی به خانواده های بزرگ فئودالی داشت که در آنجا دارای اختیارات اداری و قضایی بودند. خود دانته بسیاری از سالهای خود را در تبعید در لوکا گذراند.
در سال ۱۳۱۴ ، اوگوچیون دلا فاگیولا از اختلافات داخلی بیشترین بهره را برد و توانست خود را ارباب پیزا کند و پس از آن نیز لوکا را فتح نماید ، هرچند شورش در این دو شهر به سرعت به رژیم او پایان داد و شهروندان لوکا زمام امور جمهوری خود را به کاستروچیو کاسترکانی ، عضو خاندان آنتلمینلی از خاندانهای نخبه و بانفوذ شهر لوکا ، سپردند.رهبری او نمایانگر بلندترین قله قدرت جمهوری لوکابود که قلمروهای آن شامل گارفاگنانا در شمال ، ساحل از شهر کارارا تا پیزا در غرب ، شهر پیستویا در شرق (تحت حوزه لوکا و فلورانس) و در جنوب والدارنو که دائماً با جمهوری فلورانس اختلاف داشت.
کاسترکانی همچنین موفق شد لوکا را به تنها مخالف گسترش جمهوری فلورانس تبدیل کند که منجر به پیروزی در نبرد آلتوپاسیو در سال ۱۳۲۵ شد ، جایی که او ارتش قدرتمند فلورانس را تا دیوارهای شهر فلورانس تعقیب کرده و در پایان شکست دادند
شهر لوکا پس از درگذشت کاستروچیو دوره ای از هرج و مرج را تجربه کرد که در ابتدا شهر را تحت سلطه یک شرکت نظامی قرار داد که مارکو از خاندان ویسکونتی را به عنوان رهبر و گروگان در همان زمان داشت. بعداً این جمهوری بارها به اربابان مختلف فروخته شد که به دلیل خصومت جمهوری فلورانس نتوانستند از آن بهره برداری کنند و در آخر ، توسط جیووانی دل آگنلو ارباب جمهوری پیزا تصاحب و اداره شد.
لوکا پس از به دست آوردن آزادی در سال ۱۳۷۰ میلادی ، به حکومت جمهوری بازگشت و با سیاست خارجی زیرکانه به لطف بانکداران و تجارت ابریشم شهرت قابل توجهی در اروپا به دست آورد.

## رنسانس و پس از آن
در طول قرن پانزدهم میلادی ، جمهوری از اهمیت کمتری نسبت به دو جمهوری بزرگ (جمهوری فلورانس و جمهوری سیه‌نا برخوردار بود. در دهه های اول قرن پانزدهم لوکازیر سلطه‌ی ستمگر خانواده گینیگی قرار گرفت.
بنا بر گزارشی از جیووانی سرکامبی مورخ مشهور در این دوره ؛ اعطای تمام مناصب به حامیان خانواده گیگینی را و همچنین مقرراتی برای جلوگیری از تشکیل بزرگترین مجمع شهروندان (شورای عمومی) از رویدادهای مهم این دوره بودند ؛ این نقش را کمیسیونی متشکل از دوازده یا هجده تن از اعضای خاندان حاکم بر عهده گرفت.همچنین سرکامبی به‌طور کلی‌تر محدودیت همه هزینه‌ها توسط دولت را به یاد می‌آورد ، به جز هزینه‌هایی به نفع مزدورانی که برای زندگی خانواده حاکم در ترس‌ ها و خطرات مستمر ضروری تلقی می‌شد ، همچنین اعمال رفتارهای خشونت آمیز برای رهایی از شر شورشیان خطرناک ، که این کار البته مخفیانه پیش میرفت.
اتحاد بین جمهوری در آن زمان توسط خانواده گینیگی کنترل می شد و دوک نشین میلان ، لوکا را وارد جنگ ویرانگری علیه جمهوری ونیز و جمهوری فلورانس کرد.پس از پایان جنگ ، شورشی رخ داده و به سلطه خانواده گینیگی پایان داد ؛ دولت جمهوری نیز برای از دست ندادن استقلال خود مجبور ‌به مذاکره شد ، که نتیجه آن از دست دادن بخش هایی از سرزمین های خود بود.
در سال ۱۴۲۹ جمهوری فلورانس ، لوکا را محاصره کرد تا از جمهوری انتقام بگیرد. پس از چند روز محاصره ، جمهوری لوکا از دوک‌نشین میلان کمک خواست.دوک نشین نیز فرانچسکو یکم اسفورزا را به کمک فرستاد که فرانچسکو با ارتش خود فلورانسی ها را در هم کوبید و آنها را مجبور به عقب نشینی کرد. چند روز پس از عقب نشینی فلورانسی ها، ساکنان لوکا پائولو گینیگی ، رهبر جمهوری را به دلیل معامله کردن با فلورانسی‌ها دستگیر کردند.فلورانس بعداً به فرانچسکو اسفورزا پرداخت تا لوکا را رها کند و در سال ۱۴۳۰ میلادی لوکا بار دیگر محاصره شد.در طول محاصره ، فلورانسی‌ها تلاش کردند سرچیو را متوقف کنند تا لوکا را گرفتار سیل سازند ، اما به دلیل برخی خطاها اردوگاه خودشان را آب گرفت. در همین حال ، لوچسی ها دوباره از فیلیپو ماریا ویسکونتی فیلیپو ماریا ویسکونتی، دوک میلان کمک خواستند ، میلان که طبق قرار و توافق پیشین  نمیتوانست در امور فلورانس دخالت کند ، غیرمستقیم از جمهوری جنوا درخواست کمک به لوکا کرد.جنوا با تکیه بر اتحاد باستانی که با لوکا داشت ، از فلورانس درخواست پایان مزاحمت برای لوکا کرد و پس از امتناع جمهوری فلورانس و رد درخواست ، جنوا ارتشی متشکل از ۶ هزار نفر را به رهبری نیکولو پیچینینو فرستاد که به فلورانسی‌ها در سرچیو حمله کردند و پس از یک نبرد خونین ، به دلیل اخراج آنها از شهر توسط لوچسی‌ها آنها مجبور به عقب نشینی شدند.
لوکا در ابتدا به عنوان یک دموکراسی و پس از سال ۱۶۲۸ میلادی به عنوان یک الیگارشی توانست استقلال خود را در کنار ونیز و جنوا حفظ کند.
آنها تا زمان انقلاب بزرگ فرانسه در سال ۱۷۸۹ ، کلمه لیبرتاس ( Libertas ) را بر روی پرچم های خود نقاشی می کرد.لوکا سومین ایالت-شهر بزرگ ایتالیا با قانون اساسی جمهوری ("کمون") بود که در طول قرن ها توانست مستقل بماند.

## پایان دولت جمهوری
▪︎اوایل قرن نوزدهم میلادی
پس از جنگ ائتلاف اول که با معاهده کامپو فرمیو به پایان رسید ، دولت جمهوری لوکا تصمیم گرفت با هدف حفظ استقلال خود ، مذاکراتی را با جمهوری تازه تاسیس سیسالپین آغاز کند.لوئیجی ماتئوچی حقوقدان ، پدر فلیسه ماتئوچی مشهور ، برای مذاکره با ناپلئون به میلان فرستاده شد.
این جمهوری تنها مکانی در تمام شبه جزیره ایتالیا بود که ارتش فرانسه هنوز به آن حمله نکرده بود و پیشنهادها ماتئوچی رد شد ، به‌طوری که در ۲۲ ژانویه ۱۷۹۹ نیروهای فرانسوی وارد شهر شدند و جمهوری الیگارشی را سرنگون کردند و یک جمهوری متمرکز جدید با قانون اساسی دموکراتیک ، تحت الحمایه فرانسه را پایه گذاری کردند. قانون اساسی دولت را به یک دفتر اجرایی ، با قوه مقننه دو مجلسی متشکل از شورای جوانان و شورای سالمندان اعطا کرد ، هرچند دموکراسی زیاد دوام نیاورد.
در ۱۷ ژوئیه ۱۷۹۹ میلادی ، در طول جنگ ائتلاف دوم ، ارتش هابسبورگ اتریش لوکارا اشغال کرد و یک دولت موقت تأسیس کرد. با این حال ، پس از بازگشت ناپلئون از مصر ، وضعیت به همان سرعت معکوس شد. در ۹ ژوئیه ۱۸۰۰ ، فرانسوی ها شهر را اشغال کردند و یک دولت موقت را تحت کنترل آنتوان کریستوف سالیستی برپا کردند. قانون اساسی جدیدی برای ایالت لوکا در سال ۱۸۰۱ میلادی منتشر شد که در آن دفتر کنسول عدالت به عنوان رئیس قوه مجریه با پارلمانی به نام شورای بزرگ ایجاد و الیگارشی احیا شد.
در سال ۱۸۰۵ میلادی ، حکومت لوکا را  ناپلئون به دست گرفت و او نیز ایالت لوکا را با شاهزاده پیومبینو ادغام کرده و نام دولت به شاهزاده نشین لوکا و پیومبینو تبدیل شد (۱۸۰۵-۱۸۰۹ میلادی). و این پایان کار دولت جمهوری لوکا بود.
ناپلئون بناپارت خواهر مورد علاقه خود الیزا بناپارت باچیوچی را به قدرت رساند و الیزا به عنوان دوشس لوکا و پرنسس پیومبینو ، مستقر در ویلا رئال دی مارلیا ، حکومت را آغاز کرد